# David Davidar
Œuvres principales
La Maison aux mangues bleues
David Davidar (né le 27 septembre 1958 à Nagercoil) est un romancier et éditeur indien. Il est l'auteur de trois romans : La Maison aux mangues bleues (2002), La Solitude des empereurs (2007) et Ithaca (2011). En parallèle avec son activité d'écrivain, il est aussi éditeur depuis plus de vingt-cinq ans. Il est le cofondateur de la maison d'édition littéraire Aleph Book Company, basée à New Delhi.

## Vie
David Davidar est né à Nagercoil dans l'État du Tamil Nadu dans le Sud de l'Inde. Son père était un planteur de thé dans l'État du Kerala et sa mère, institutrice. Davidar grandit entre le Kerala et le Tamil Nadu. Ces deux États sont omniprésents dans son œuvre. Il a un frère, Ruth Swamy, nutritionniste et diététicien.
Il a un Bachelor of Science (baccalauréat universitaire ès sciences) en botanique du Madras Christian College en 1979. Il obtient un diplôme en publication à l'université Harvard en 1985.